# Rebecca Völz
Rebecca Völz (* 9. September 1957 in West-Berlin) ist eine deutsche Schauspielerin und Synchronsprecherin.

## Leben
Ihren ersten Auftritt im Fernsehen hatte Rebecca Völz 1970 in der Fernsehserie Die Kriminalerzählung. Zu sehen war sie außerdem in den Serien Der Kommissar, Tatort, Derrick und Berliner Weiße mit Schuß, des Weiteren spielte sie in der Serie Auf Achse mit. Im Tatortklassiker Reifezeugnis (gedreht 1976, Erstausstrahlung 1977) spielte sie Katrin, eine der beiden intriganten Mitschülerinnen von Sina Wolf (Nastassja Kinski).
Als Synchronsprecherin lieh sie ihre Stimme unter anderem Jennifer Grey in den Filmen Dirty Dancing und Ferris macht blau, Rosanna Arquette in Im Rausch der Tiefe und Helen Slater in Die unglaubliche Entführung der verrückten Mrs. Stone.
Ebenso lieh sie ihre Stimme einigen Figuren japanischer Anime-Serien, wie z. B. Präsident Cashews Sekretärin Ann in Captain Future und der Eichhörnchendame Sue in Puschel, das Eichhorn.
Als Sprecherin war sie in den Hörspielreihen Die drei Fragezeichen, TKKG und Perry Rhodan zu hören.
Sie ist die Tochter des Schauspielers Wolfgang Völz und seiner Ehefrau Roswitha Völz, geborene Karwath, Schwester des Synchronsprechers und Malers Benjamin Völz und Mutter von Daniel Völz.

## Filmografie (Auswahl)
- 1975: Der Kommissar – Sturz aus großer Höhe (Folge 89)
- 1977: Tatort – Reifezeugnis
- 1978: Derrick – Tod eines Fans (Folge 41)
- 1979: Ein Mann für alle Fälle (Fernsehserie)
- 1978: Ausgerissen! Was nun? (13-teilige TV-Reihe)
- 1979: Café Wernicke
- 1979: Die Koblanks
- 1980: Auf Achse (Fernsehserie, Folge Vollgas)
- 1981: Variationen
- 1994: Berliner Weiße mit Schuß

## Synchronrollen (Auswahl)

### Filme
- 1974: Isabelle Adjani in Die Ohrfeige als Isabelle Doulean
- 1980: Isabelle Adjani in Clara und die tollen Typen als Clara
- 1980: Twiggy in Blues Brothers als Lady an Tankstelle
- 1981: Pamela Reed in Der Augenzeuge als Linda Mercer
- 1981: Pamela Reed in Die unsterblichen Tucks als Girlie
- 1981: Ana Alicia in Halloween II – Das Grauen kehrt zurück als Janet Marshall
- 1985: Amanda Wyss in Lanny dreht auf als Beth Truss
- 1986: Jennifer Grey in Ferris macht blau als Jeanie Bueller
- 1987: María Conchita Alonso in Running Man als Amber Mendez
- 1987: Jennifer Grey in Dirty Dancing als Frances „Baby“ Houseman
- 1987: Daphne Zuniga in Spaceballs - Mel Brooks’ verrückte Raumfahrt als Prinzessin Vespa
- 1988: Rebecca De Mornay in Adams kesse Rippe als Robin Shea
- 1988: Rebecca De Mornay in FBI Academy als Elizabeth „Ellie“ DeWitt
- 1989: Daphne Zuniga in Die Fliege 2 als Beth Logan
- 1990: Elizabeth Perkins in Die Liebe eines Detektivs als Stella Wynkowski
- 1990: Elizabeth Perkins in Nur über deine Leiche als Jane
- 1995: Cynthia Dale in Liebe um Mitternacht als Jillian Zale
- 1997: Deborah Kara Unger in The Game als Christine/Claire

### Serien
- 1981: Barbi Benton in Vegas als Holly
- 1981: Angela van Moll in Ich heirate eine Familie, Folge 1 und 3 als Inge Martens
- 1985: Ana Alicia in Hotel als Mary Ellen Carson
- 1986: Pamela Sue Martin in Der Denver-Clan als Fallon Carrington Colby
- 1987: Tracy Scoggins in Die Fälle des Harry Fox als Joy
- 1988: Tracy Scoggins in Hotel als Dana March
- 1993: Sophie Barjac in Black, der schwarze Blitz als Chris McPherson